# Championnat d'Italie de rugby à XV 1934-1935
Navigation
Série A 1933-1934 Série A 1935-1936
Le Championnat d'Italie de rugby à XV 1934-1935 oppose les quinze meilleures équipes italiennes de rugby à XV. Le championnat débute en 1934 et se termine en 1935. Il se déroule en deux temps : une première phase de quatre groupes constitués de trois ou quatre équipes disputant des matchs aller-retour où toutes les équipes se rencontrent deux fois et un tour final comprenant les quatre premiers de chaque groupe et les deux vainqueurs d'un barrage opposant les quatre deuxièmes.
La domination de l'Amatori Milan est interrompue par le Rugby Rome : l'équipe de la capitale remporte en effet son premier titre.

## Équipes participantes
Les quinze équipes sont réparties en quatre groupes, de la façon suivante :
| Groupe A - Amatori Milan - GUF Padova - GUF Genova - GUF Torino Groupe B - Rugby Torino - Padova ACF - Bersaglieri Milan | Groupe C - Bologne - Rugby Rome - GUF Roma - GUF Firenze Groupe D - GRF Salario Roma - GUF Palermo - GUF Napoli - GUF Catania |

## Résultats

### Phase de groupe

#### Groupe A
| Rang | Club                | J | V | N | D | Pm | Pe | Diff | Pts |
| ---- | ------------------- | - | - | - | - | -- | -- | ---- | --- |
| 1    | Amatori Rugby Milan | 6 | 6 | 0 | 0 | 54 | 3  | +51  | 12  |
| 2    | GUF Torino          | 6 | 2 | 1 | 3 | 14 | 37 | -23  | 5   |
| 3    | GUF Genova          | 6 | 1 | 2 | 3 | 10 | 27 | -17  | 4   |
| 4    | GUF Padova          | 6 | 1 | 1 | 4 | 16 | 27 | -11  | 3   |

|  | Qualifié (no 1)  |
|  | Repêchage (no 2) |

Attribution des points :  victoire : 2, match nul : 1, défaite : 0.

#### Groupe B
| Rang | Club              | J | V | N | D | Pm | Pe | Diff | Pts |
| ---- | ----------------- | - | - | - | - | -- | -- | ---- | --- |
| 1    | Bersaglieri Milan | 4 | 3 | 0 | 1 | 32 | 9  | +23  | 6   |
| 2    | Rugby Torino      | 4 | 3 | 0 | 1 | 19 | 15 | +4   | 6   |
| 3    | Padova ACF        | 4 | 0 | 0 | 4 | 8  | 35 | -27  | 0   |

|  | Qualifié (no 1)  |
|  | Repêchage (no 2) |

Attribution des points :  victoire : 2, match nul : 1, défaite : 0.

#### Groupe C
| Rang | Club          | J | V | N | D | Pm  | Pe  | Diff | Pts |
| ---- | ------------- | - | - | - | - | --- | --- | ---- | --- |
| 1    | Rugby Rome    | 6 | 4 | 1 | 1 | 120 | 18  | +102 | 9   |
| 1    | Rugby Bologne | 6 | 3 | 2 | 1 | 51  | 16  | +35  | 8   |
| 2    | GUF Roma      | 6 | 2 | 1 | 3 | 23  | 62  | -39  | 5   |
| 4    | GUF Firenze   | 6 | 0 | 0 | 6 | 6   | 109 | -103 | 0   |

|  | Qualifié (no 1)  |
|  | Repêchage (no 2) |

Attribution des points :  victoire : 2, match nul : 1, défaite : 0.

#### Groupe D
| Rang | Club             | J | V | N | D | Pm  | Pe  | Diff | Pts |
| ---- | ---------------- | - | - | - | - | --- | --- | ---- | --- |
| 1    | GUF Napoli       | 6 | 5 | 1 | 0 | 135 | 17  | +118 | 11  |
| 2    | GRF Salario Roma | 6 | 4 | 1 | 1 | 70  | 23  | +47  | 9   |
| 3    | GUF Catania      | 6 | 1 | 1 | 4 | 11  | 104 | -93  | 3   |
| 4    | GUF Palermo      | 6 | 0 | 1 | 5 | 6   | 78  | -72  | 1   |

|  | Qualifié (no 1)  |
|  | Repêchage (no 2) |

Attribution des points :  victoire : 2, match nul : 1, défaite : 0.

### Repêchage
| 1935 | Rugby Torino | 31 – 9 | GRF Salario Roma | Turin |
| 1935 |              |        |                  | Turin |
| 1935 |              |        |                  | Turin |

| 1935 | GRF Salario Roma | 9 – 10 | Rugby Torino | Rome |
| 1935 |                  |        |              | Rome |
| 1935 |                  |        |              | Rome |

| 1935 | GUF Torino | 3 – 10 | Bologne | Turin |
| 1935 |            |        |         | Turin |
| 1935 |            |        |         | Turin |

| 1935 | Bologne | 17 – 0 | GUF Torino | Bologne |
| 1935 |         |        |            | Bologne |
| 1935 |         |        |            | Bologne |

### Tour final
| Rang | Club                | J  | V | N | D | Pm  | Pe  | Diff | Pts |
| ---- | ------------------- | -- | - | - | - | --- | --- | ---- | --- |
| 1    | Rugby Rome          | 10 | 9 | 0 | 1 | 138 | 35  | +103 | 18  |
| 2    | Rugby Bologne       | 10 | 7 | 0 | 3 | 71  | 62  | +9   | 14  |
| 3    | Amatori Rugby Milan | 10 | 5 | 1 | 4 | 70  | 62  | +8   | 11  |
| 4    | Bersaglieri Milan   | 10 | 3 | 2 | 5 | 22  | 35  | -13  | 8   |
| 5    | GRF Salario Roma    | 10 | 3 | 1 | 6 | 38  | 105 | -67  | 7   |
| 6    | GUF Napoli          | 10 | 0 | 2 | 8 | 25  | 89  | -64  | 2   |

|  | Vainqueur (no 1) |

Attribution des points :  victoire : 2, match nul : 1, défaite : 0.

### Vainqueur
| Entraîneur |                        |                                                              |
| Avants     | Pilier                 | Bini, Gianni De Marchis II, Gattamorta, Quelfo               |
| Avants     | Talonneur              | Grifoni, Umb. Silvestri                                      |
| Avants     | Deuxième ligne         | Bigi, Di Fazio, Fattori                                      |
| Avants     | Troisième ligne aile   |                                                              |
| Avants     | Troisième ligne centre |                                                              |
| Arrières   | Demi de mêlée          | Scardigli, Theron                                            |
| Arrières   | Demi d'ouverture       | Querini                                                      |
| Arrières   | Centre                 | De Angelis, Renato De Marchis I, Pietropaoli, Rossi, Zoffoli |
| Arrières   | Ailier                 | Franceso Vinci III, Paolo Vinci II, Del Bello, Di Bello      |
| Arrières   | Arrière                | Raffo, Piero Vinci IV                                        |